# Johann Heinrich Starcke
Johann Heinrich Starcke (auch Starck, Starke, Johannes Hinrich Starcke; * 10. Junijul. / 20. Juni 1651greg. in Lemgo; † 8. Februar 1707 in Königsberg) war ein deutscher Mediziner, Professor für Medizin an der Universität Königsberg und Rat und Leibarzt des Kurfürsten von Brandenburg.

## Leben
Starcke hatte 1669 die Universität Königsberg bezogen und am 29. März 1674 den akademischen Grad eines Magisters der Philosophie erworben. Er war nach Holland gereist, wo er am 15. Juni 1676 an der Universität Leiden mit der Disputation de pleuritide zum Doktor der Medizin promovierte. Starcke kehrte an die Universität Königsberg zurück und wurde später um 1676 zunächst a.o. Professor der Medizin in Königsberg, wurde 1681 Adjunkt an der medizinischen Fakultät und 1690 ernannte man ihn zum dritten ordentlichen Professor. 1691 wurde er kurfürstlicher Rat und kurfürstlicher Leibarzt und Rat von Friedrich III. von Brandenburg.
Am 10. Juni 1698 wurde Johann Heinrich Starcke unter der Matrikel-Nr. 233 mit dem akademischen Beinamen Soranus als Mitglied in die Kaiserliche Leopoldinisch-Carolinische Deutsche Akademie der Naturforscher aufgenommen. Johann Heinrich Starcke stieg 1701 zum zweiten ordentlichen Professor der Medizin auf, wurde 1703 königlich-preußischer Hofrat und 1704 Primarius (Erster ordentlicher Professor) in Königsberg. In diesen Positionen beteiligte er sich auch an den organisatorischen Aufgaben der Hochschule und fungierte in den Wintersemestern 1701/02 sowie 1705/06 als Prorektor der Alma Mater. Starcke hatte sich sehr um die Botanik als medizinisches Fach eingesetzt.
Starcke war mehrfach verheiratet gewesen. Bekannt sind seine am 21. März 1694 mit Anna Maria Pitzschner und seine am 19. Mai 1695 mit Sophia Amalia Casseburg (* 1676), Tochter des Gerichtsverwandten der Altstadt, Hofgerichtsadvokaten und Sekretärs der Altstadt Georg (* 6. Oktober 1634; † 30. Januar 1687) und dessen zweiter Frau Regina († 15. Juli 1713), Tochter des Bürgermeisters der Altstadt Daniel Kenckel, geschlossenen Ehen. Sein Sohn Johann Friedrich Starcke (* um 1680; † 22. November 1723) wurde ebenfalls außerordentlicher Professor der Medizin.

## Werke
- Disputatio physica prima, de hominis pulmonis structura, ejus actione et usu. Königsberg 1674
- Disputatio medica de quaestione illa: An sanguis venis & arteriis inclusus in pus mutari possit? Königsberg 1676
- Disputatio medica de dysenteria. Königsberg 1677
- Disputatio medica de fluxu hepatico. Königsberg 1681
- Disputatio medica, de angina alba, seu prunella alba, alias Die Weiße Bräune / oder der Weiße Ansatz appellata. Königsberg 1690
- Dissertatio medica, de dysenteria. Königsberg 1705